# Мала Кардашинка
Мала́ Карда́шинка — село в Україні, у Голопристанській міській громаді Скадовського району Херсонської області. Населення становить 1049 осіб.

## Історія
Станом на 1886 рік на хуторі Олешківскої волості Дніпровського повіту Таврійської губернії мешкало 617 осіб, налічувалось 95 дворів.

## Російське вторгнення в Україну(з 2022)
24 лютого 2022 року село тимчасово окуповане російськими військами в ході повномасштабного вторгнення в Україну.
Внаслідок підриву Каховської ГЕС 6 червня 2023 року, село було затоплено через його близькість до нижньої течії річки Дніпро.

## Населення
Згідно з переписом УРСР 1989 року чисельність наявного населення села становила 950 осіб, з яких 442 чоловіки та 508 жінок.
За переписом населення України 2001 року в селі мешкало 1047 осіб.

### Мова
Розподіл населення за рідною мовою за даними перепису 2001 року:
| Мова       | Відсоток |
| ---------- | -------- |
| українська | 95,14 %  |
| російська  | 4,77 %   |
| угорська   | 0,10 %   |

## Храми
- Свято-Георгіївський храм УПЦ МП